# Búridák
A Búridák (arabul: بوريون [Búrijjún], tudományos átiratban: Būriyyūn) egy középkori, török származású szunnita uralkodóház tagjai voltak, akik 1104–1154 között atabégként uralkodtak Dél-Szíria nagy része felett Damaszkusz székhellyel. A hatalmat a Szeldzsuk-dinasztia helyi ágától szerezték meg, majd a zangida Núr ad-Dín Mahmúd olvasztotta be birodalmába a területeiket. Uralmuk fél évszázada során a Búridák aktív kapcsolatokat ápoltak a szomszédos keresztes államokkal, amelyekkel sok esetben szövetségesi viszonyban voltak.

## Történetük

### A dinasztia megalapítása
A dinasztia megalapítása Tugtakínhez kötődik, aki Tutus, a Szíria nagy részét meghódító szeldzsuk herceg oldalán emelkedett fel. Fivére, Maliksáh nagyszeldzsuk szultán 1092-es halálát követően Tutus keletre vonult, hogy magának követelje a birodalom trónját, Szíriát pedig felosztotta két fia között: Ridván az északi Aleppó, Dukák pedig a déli Damaszkusz ura lett. Dukák mellett Tutus 1095-ös halálát követően Tugtakín régensi, azaz atabégi feladatokat kapott. A fiatal Dukák 1104-es halála után Tugtakín a fiát, a csecsemő Tutust tette trórnra, de ő rövidesen meghalt, ezután Baktás nevű fivérét nevezte ki szultánná. Ő azonban rövidesen a hauráni Ajtakínhez menekült, és I. Balduin jeruzsálemi királyhoz fordultak segítségért Damaszkusz visszaszerzése érdekében. Dukák fivére, Ridván aleppói uralkodó is igényt támasztott Dél-Szíriára. Hatalma védelmében Tugtakín szövetkezett az egyiptomi Fátimidákkal, és csapataik közösen szálltak szembe Balduin és Baktás erőivel a ramlai csatában. Bár vereséget szenvedtek, a keresztesek veszteségei is súlyosak voltak, ezért Balduin felhagyott a trónkövetelő támogatásával, ő pedig haderő híján keletre távozott.
Miután megőrizte Damaszkuszt, Tugtakín állandó szereplőjévé vált a Földközi-tenger partvidékén és Palesztinában terjeszkedő keresztesek elleni harcnak. A Jeruzsálemi Királysággal 1108-ban tízéves fegyverszünetet kötött és megosztozott vele a Damaszkusztól délre eső termékeny vidékek adóin, de a libanoni partvidéken folytatta a háborúskodást, hátráltatva Tripoli és Türosz keresztes kézre kerülését. Az 1110-es évektől többnyire az artukida Ílgázival szövetségben harcolt keresztes és muszlim ellenségei ellen, Bánjász határvárát pedig az iszmáilitáknak adta. 1125-ben pedig elismerte a Moszult és Aleppót egyesítő Akszunkur al-Burszuki főségét – igaz, 1126-ban, Akszunkur halálakor utódait már nem tekintette feljebbvalóinak.

### A Zangidák és a keresztesek között
1128-as halálakor fia, az addig Baalbeket irányító Búri örökölte meg Tugtakín trónját. Búri 1129-ben leszámolt az iszmáilitákkal és sikeresen kivédte a jeruzsálemi keresztesek támadását, de azt nem tudta megakadályozni, hogy Imád ad-Dín Zangi, Aleppó és Moszul ura egy időre elfoglalja a közép-szíriai Hamát. Búri rövid uralkodásának a bosszúálló iszmáiliták merénylete vetett véget 1132-ben. A trónon Iszmáíl nevű fia követte, aki ellen palotabéli összeesküvés szövődött. A kétségbeesett uralkodó 1135-ben Zangitól kért segítséget, akinek felajánlotta, hogy a hűségére tér, de mire a segélycsapatok megérkeztek Damaszkusz alá, Iszmáílt meggyilkolták az anyja által felbujtott rabszolgák. A trónt öccse, Mahmúd örökölte meg tőle, aki megvédte a várost az ostromló Zangitól. Néhány év közép-szíriai küzdelem után Mahmúd anyja, Zumurrud feleségül ment Zangihoz, aki hozományként megkapta Homsz városát.
1139-ben Mahmúddal is összeesküvés végzett, ekkor fivérét, Muhammadot hívták meg a trónra Baalbekből. Zangi erre 1140-ben megtámadta és elfoglalta Baalbeket és ismét megostromolta Damaszkuszt. A küzdelem során Muhammad meghalt, ám hadvezére, Muín ad-Dín Unur gyorsan intézkedett kiskorú fia, Abak trónra tételéről, és segélykérést intézett Jeruzsálembe. Ezzel elérte, hogy félbeszakadjon az ostrom. Ezután 1149-es haláláig Unur kezében volt a tényleges hatalom. Ő megmaradt Jeruzsálem szövetségesének, és 1146-ban, Zangi halálakor visszafoglalta Baalbeket, és elismertette főségét Homsz és Hamá felett. 1147-ben Altuntás, a termékeny Haurán helytartója Jeruzsálemhez fordult segítségért, hogy függetlenítse magát Damaszkusztól. A keresztesek támadása ellen Unur Zangi fiához, az Aleppót és Észak-Szíriát uraló Núr ad-Dínhez fordult segítségért, és közös erejük elől a támadók megfutamodtak, a Haurán pedig damaszkuszi birtok maradt.
Unur ezután megpróbálta helyreállítani a jó viszonyt a keresztesekkel, tartva Núr ad-Dín túlerejétől, ám a második keresztes hadjáratban érkező új lovagok nyomására a jeruzsálemiek végül hajdani szövetségesük ellen támadtak 1148 nyarán. Damaszkusz ostroma csúfos kudarcot vallott még azelőtt, hogy Núr ad-Dín segélycsapatai megérkeztek volna, az elvonulókat pedig egészen a határig zaklatták Unur lovasai. A hadjáratot követően az aleppói fejedelemmel együttműködve bevették és lerombolták a Tripolihoz tartozó Araima várát, de tartós hódításra nem került sor. A régens közben igyekezett helyreállítani a korábbi baráti viszonyt Jeruzsálemmel; ennek jegyében 1149 tavaszán kétéves fegyverszünetet kötöttek.

### A bukás
Unur halálakor a fiatal Abak vette át a kormányzást. Núr ad-Dín 1150 tavaszán megindult Damaszkusz felé, de amikor Abak Jeruzsálemből kért segítséget, hajlandó volt visszavonulni – igaz, elérte, hogy Mudzsír ad-Dín elismerje a fennhatóságát, azaz vazallusává váljon. A következő évben ismét Damaszkusz alá vonult, ám Abaknak újfent segítségére siettek keresztes szövetségesei, így a város továbbra sem lett a Közép-Szíriát már uraló zangida fejedelemé. Abak kormányzata továbbra is a keresztes orientációt támogatta, így amikor a jeruzsálemi seregek 1153-ban bevették a fátimida Askelónt, hűséget esküdött a szomszédos királyságnak és adófizetést vállalt. Ezzel népszerűsége jelentős csorbát szenvedett, amit Núr ad-Dín igyekezett kihasználni. Miután követeit nem engedte be a városba, a hűségesküjének megszegésével vádolta, és 1154 áprilisában Damaszkuszhoz vonult. A lakosság megnyitotta számára a vár kapuit, Mudzsír ad-Dín pedig néhány óra után megadta magát a fellegvárban. Ezzel a búrida uralom véget ért Damaszkuszban. Mudzsír ad-Dínt Homsz kormányzóságával kárpótolták, ám rövid úton leváltották, ő pedig Bagdadba távozott.

## A dinasztia uralkodói
1. Abu Manszúr Záhir ad-Dín Tugtakín (1104–1128)
2. Abu Szaíd Tádzs al-Mulúk Búri (1128–1132), Tugtakín fia
3. Samsz al-Mulk Iszmáíl (1132–1135), Búri fia
4. Abu l-Kászim Siháb ad-Dín Mahmúd (1135–1139), Búri fia
5. Abu l-Manszúr Samsz ad-Daula Dzsamál ad-Dín Muhammad (1139–1140), Búri fia
6. Abu Szaíd Mudzsír ad-Dín Abak (1140–1154), Muhammad fia

- - 1140–1149 között Muín ad-Dín Unur gyakorolta a hatalmat régensként